# Come Back in One Piece
Come Back in One Piece – trzeci (po „I Don’t Wanna” i „Try Again”) oficjalny singel promujący płytę Romeo Must Die: The Album – ścieżkę dźwiękową do filmu akcji Romeo musi umrzeć (2000). Podobnie jak dwa poprzednie single, ten również wykonała amerykańska piosenkarka Aaliyah, która w owym filmie wystąpiła w głównej roli żeńskiej. „Come Back in One Piece” sampluje utwór „Sir Nose D’Voidoffunk” grupy Parliament.

## Listy utworów i formaty singla
The Netherlands CD single
1. „I Don’t Wanna (Album Version)”
2. „Come Back in One Piece (Radio Edit Without Rap)”
3. „Come Back in One Piece (Main Edit)” feat. DMX

U.S. 12" single
A-side
1. „Come Back in One Piece (Clean Album Version)” feat. DMX
2. „Come Back in One Piece (Instrumental Version)”
3. „Come Back in One Piece (A capella)” feat. DMX

B-side
1. „Come Back in One Piece (Radio Edit)”
2. „Come Back in One Piece (Album Version)”
3. „Try Again (Timbaland Remix)” feat. Timbaland

## Teledysk
Wideoklip do utworu „Come Back in One Piece” nakręcono w Yonkers w Nowym Jorku. Aaliyah i raper DMX (który jest słyszalny w niektórych wersjach piosenki) zagrali główne role. Pomiędzy ujęciami zaprezentowano sceny z filmu Romeo musi umrzeć.
Muzyczna stacja telewizyjna BET umieściła teledysk na miejscu #10 notowania „najlepszych klipów (2000) roku”.

## Pozycje na listach przebojów
| Notowanie (2000)                              | Najwyższa pozycja |
| --------------------------------------------- | ----------------- |
| Netherland Mega Top 100 Singles               | 59                |
| U.S. Billboard Hot R&B/Hip-Hop Songs          | 36                |
| U.S. Billboard Rhythmic Top 40                | 39                |
| U.S. Billboard Bubbling Under Hot 100 Singles | 17                |